# 디스크맨
디스크맨(영어: Discman)은 소니가 1984년에 개발한 세계 최초의 휴대용 CD 플레이어이다. 1979년 워크맨의 성공을 경험한 소니의 경영진은 차기 오디오 저장장치의 이동이 CD로 변화할 것으로 예측하고 1984년 최초의 디스크맨 모델인 D-5를 북미 및 여러 국가에 발매하였다. 2000년 CD 워크맨으로 명칭을 변경하였다.

## 같이 보기
- 워크맨